# Chaptelat
Chaptelat (tiếng Occitan: Chaptalac) là một xã của tỉnh Haute-Vienne, thuộc vùng Nouvelle-Aquitaine, miền trung nước Pháp.